# معركة أرغينوز
معركة أرغينوز هي معركة بحرية وقعت في سنة 406 ق م أثناء الحرب البيلوبونيسية بالقرب من مدينة كاناي شرق جزيرة لسبوس بين إسبرطة وأثينا، إنتهت المعركة بانتصار أثينا التي تمكنت من إغراق 70 سفينة من إسبرطة من أصل 120 سفينة وإنتهت بمقتل كاليكراتيداس قائد جيش إسبرطة.